# Sobotovice
Sobotovice település Csehországban, a Brno-vidéki járásban. Sobotovice Syrovice, Holasice, Bratčice, Vojkovice, Medlov és Ledce településekkel határos. Lakosainak száma 641 fő (2024. január 1.).

## Népesség
A település lakosságának változását az alábbi diagram mutatja:
| Lakosok száma | 353  | 512  | 570  | 583  | 523  | 491  | 548  | 590  | 607  | 641  |
|               | 1869 | 1900 | 1921 | 1961 | 1980 | 2011 | 2016 | 2019 | 2021 | 2024 |